# Адам Клейтон
Адам Клейтон (англ. Adam Charles Clayton); нар. 13 березня 1960) — музикант, відомий насамперед як басист гурту U2. Клейтон відомий своєю манерою гри в таких піснях, як New Year's Day, Bullet the Blue Sky, With or Without You, Mysterious Ways, Get on Your Boots та Magnificent. Найкращим альбомом з грою Адама називають No Line on the Horizon. Впродовж своєї кар'єри він працював над декількома сольними проєктами, наприклад, музичною темою до фільму 1996 року «Місія нездійсненна» (з колегою по групі Ларрі Малленом). У складі U2 Адам Клейтон отримав 22 нагороди «Греммі».

## Біографія
Адам — старша дитина Браяна і Джо Клейтон, народився 13 березня 1960 року в англійському поселенні Чіннор графства Оксфордшир. У 5 років сім'я Клейтона переїхала з Оксфордшира в Малахайд, біля Дубліна, де народився його брат Себастьян. Сім'я Клейтонів здружилося з Евансами, обидва сини яких, Дік і Дейв (відоміший по прізвиську Едж, англ. The Edge), були учасниками початкової групи Feedback, з якої народилася U2. Клейтон вчився в школі-інтернаті при коледжі Св. Колумби в Ратфарнхамі, південному передмісті Дубліна. Пізніше він змінив школу на загальноосвітню Mount Temple в Дубліні, де зустрівся з учасниками групи : Полом Х'юсоном (Боно) і Ларрі Малленом-молодшим, а також возз'єднався з другом дитинства Дейвом Евансом (Еджем). Маллен вивісив на шкільній дошці оголошень повідомлення для музикантів з пропозицією створити з ним гурт; Клейтон явився на перший перегляд, де також були присутніми Дейв Еванс із старшим братом Діком і двоє друзів Маллена : Іван Мак-Кормік і Пітер Мартін. Останні залишили гурт ще на зачатковій стадії. Поки група була квінтетом у складі Боно, Еджа, Маллена, Еванса і Клейтона, вона називалася Feedback. Потім змінила ім'я на The Hype, а услід за відходом Діка Еванса стала називатися U2. Клейтон виконував обов'язки першого менеджера групи до запрошення досвідченішого Пола Мак-Гіннеса, оскільки раніше інших закінчив школу.
У 1981 році, під час виходу другого, духовно наповненого, альбому U2 October, в групі виник розлад між Клейтоном і Мак-Гіннессом з трьома іншими учасниками групи. Боно, Едж і Маллен вступили в християнський гурток і ставили питання про сумісність рок-музики з власною натхненністю. Клейтон, з його невизначеними релігійними переконаннями, був цим не так захоплений і виявився абсолютно чужою людиною, поки не відбулося весілля Боно з Елісон Стюарт, де він був свідком.
У серпні 1989 року Адам Клейтон потрапив на сторінки газет у всьому світі, коли був затриманий в Дубліні за носіння невеликої кількості марихуани. Проте його не засудили, він зробив велике пожертвування на благодійні цілі і розкаявся у свої діях:

| Це було моєю власною помилкою. І я переконаний, що просто втратив голову, взагалі ні про що не хвилюючись. Але це серйозно, тому що протизаконно[3]. |
У Клейтона також були проблеми з алкоголем, назрілі 26 листопада 1993 року, коли він був настільки напідпитку, що не зміг грати на вечірньому концерті в Сіднеї. Проте після цього інциденту він кинув пити.
У 1995 році, після знаменного туру Zoo TV і виходу альбому Zooropa, Клейтон вирушив до Нью-Йорка разом з Малленом, щоб отримати офіційне навчання по класу бас-гітари; аж до цього він був повним самоуком. У цей період він працював над експериментальним альбомом U2, що видав під псевдонімом Passengers із заголовком Original Soundtracks 1. Цей альбом характеризується одним з нечисленних випадків, в яких Клейтон залучений як вокаліст; він декламує останній куплет в пісні Your Blue Room, другому синглі альбому. Раніше цього Клейтон тільки підспівував на концертах в таких піснях, як Out of Control, I Will Follow, Twilight і Bullet the Blue Sky. Після туру Popmart 1998 року Клейтон не співав з групою на концертах.
У 1996 році, все ще залишаючись в Н'ю-Йорку, Клейтон співпрацював з Малленом для перезапису музичної теми фільму «Місія нездійсненна».
Клейтон залишається єдиним холостяком серед учасників U2. На початку 1990-х років він зблизився і був короткий час заручений з британською супермоделью Наомі Кемпбелл. Так само, він мав довгі відносини з Сюзаною Сміт, колишньою асистенткою Пола Мак-Гіннеса. Вони заручилися в 2006 році, але розійшлися в лютому 2007 року.
Відповідно Sunday Independent, у нього народився син у 2010 році. Це підтвердив Боно, його колега по гурту під час туру 360.

## Стиль

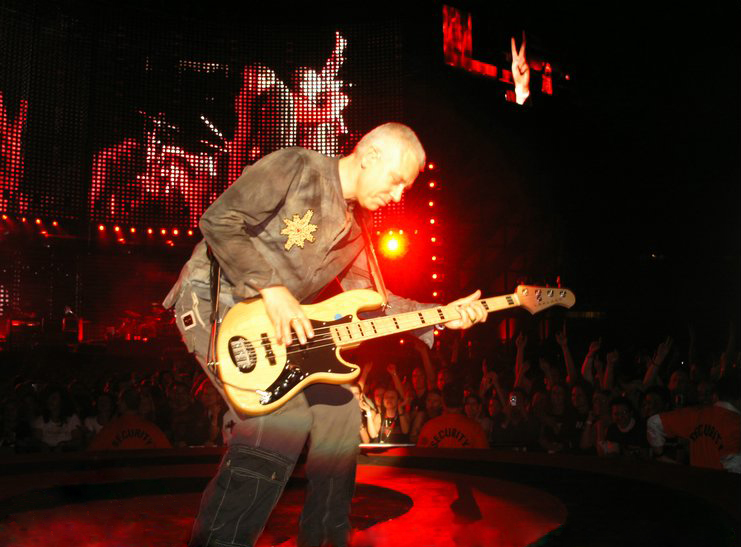
Адам Клейтон під час в 2005 році.

Як бас-гітарист, Адам Клейтон упізнаний завдяки своїй унікальній манері гри і ритмам, які простежуються у багатьох піснях, особливо «New Year's Day» (що розвинулася із спроби зіграти пісню «Fade to Grey» гурту Visage) і «With or Without You». Його манера ввібрала безліч різних стилів, таких як мотаун, реггі, і розвинулася за роки в U2. Він згадує Пола Сімонона з гурту The Clash серед виконавців, що вплинули на його музичний стиль. Коли Клейтон приєднався до тільки що створеного гурту U2, він не мав ніякої спеціальної освіти по бас-гітарі. В результаті, його манера розвивалася взагалі без якого-небудь офіційного навчання аж до 1995 року. У ранні роки U2 його бас був, як правило, простою партією в розмірі 4/4. Боно говорив про ранню гру Клейтона:
|  | Адам удавав, що уміє грати на басу. Він прийшов і почав кидатися словами ніби «хід струни», «лад» і збив нас з пантелику. У нього був єдиний підсилювач, тому з ним ніколи не сперечалися. Ми думали, цей хлопець — музикант, він знає, про що говорить, але одного разу виявили, що він грає не ті ноти, щось не так, розумієте? Оригінальний текст (англ.) Adam used to pretend he could play bass. He came round and started using words like action and fret and he had us baffled. He had the only amplifier so we never argued with him. We thought this guy must be a musician, he knows what he’s talking about and then one day we discovered he wasn’t playing the right notes, that’s what’s wrong, y’know? |

Проте ж гурт ріс і розвивався, його гра ускладнювалася, як видно на прикладі альбомів 1987 року The Joshua Tree і 1989 — Rattle and Hum. Проте, він продовжує грати нескладні баси у багатьох піснях; наприклад, «Beautiful Day» 2000 року з простою 8-нотною партією.
Клейтон співав в деяких випадках, наприклад, в «Endless Deep», бі-сайді синглу «Two Hearts Beat As One» 1983 року. Так само, він декламує останній куплет вищезгаданої пісні «Your Blue Room». Клейтона, що говорить, можна почути в аранжованого ним запису пісні «Tomorrow ('96 Version)», узятої з альбому October 1981 року. У небагатьох випадках він грає на гітарі, переважно концертне виконання пісні «40», де він і гітарист Едж міняються інструментами. Так само, він виконує на концертах клавішний вступ до пісні «City of Blinding Lights».

## Обладнання
Адам Клейтон використав багато різних бас-гітар, але самі часто використовувані інструменти перераховані нижче:
- Fender Precision Bass
- Fender Jazz Bass
- Gibson Thunderbird Bass
- Gibson Les Paul Triumph Bass
- Gibson Les Paul 70's Recording Bass, модель невідома
- Lakland Joe Osborn Signature Bass
- Lakland Darryl Jones Signature Bass
- Auerswald Custom Bass

Впродовж своєї кар'єри Клейтон використав обидві моделі бас-гітар Fender: і Precision і Jazz. Його першою бас-гітарою, проте, була темно-коричнева копія Ibanez. Він використовує підсилювачі Ashdown і медіатори Herdim, як і його товариш по гуртові Едж. Precision Bass Клейтона модифікований грифом від Fender Jazz; у інтерв'ю журналу Bass Player він сказав, що надає перевагу грифу Jazz-баса, тому що він більше «жіночний» і краще підходить під його ліву руку.

## Сторонні проєкти
Впродовж своєї кар'єри Адам Клейтон працював над декількома сторонніми проєктами. Він грав для альбому Роббі Робертсона 1987 року, а також виступав з Марією Мак-Кі.Разом з Ларрі Малленом-молодшим вони прилучилися до Даніеля Лануа, продюсерові U2, для запису його альбому 1989 року Acadie, зігравши в піснях Still Water і Jolie Louise.У 1994 році Клейтон з напарником Малленом брав участь в записі альбому Ненсі Гріффіт Flyer, граючи в піснях These Days in an Open Book, Don't Forget About Me, On Grafton Street і This Heart.Клейтон і Маллен також перезаписали саундтрек телесеріалу «Місія нездійсненна» для художнього фільму-ремейка 1996 року, змінивши первинний тактовий розмір основної теми з 5/4 на простіший 4/4. Саундтрек був записаний, поки Маллен і Клейтон знаходилися в Нью-Йорку на музичному навчанні. Тема з фільму «Місія нездійсненна» номінувалася на премію «Греммі» за «Найкраще інструментальне поп-виконання» в 1997 році, піднявшись також в американському хіт-параді Billboard Hot 100 на 8 місце.